# Phrurolithus qiqiensis
Phrurolithus qiqiensis är en spindelart som beskrevs av Yin et al. 2004. Phrurolithus qiqiensis ingår i släktet Phrurolithus och familjen flinkspindlar. Inga underarter finns listade i Catalogue of Life.